# Josephine af Rosenborg
Josephine Caroline Elisabeth af Rosenborg (født 29. oktober 1972 i Frederikssund som Josephine Caroline Elisabeth Komtesse af Rosenborg) tidligere dansk komtesse. Hun er oldebarn af Kong Christian X, grandkusine til Kong Frederik X.

## Familie

### Forældre
Josephine af Rosenborg er den ældste datter af Grev Christian og Grevinde Anne Dorte af Rosenborg. Hun er tvilling til Camilla af Rosenborg og har en yngre lillesøster, Feodora af Rosenborg.

### Ægtefælle, børn og rang
Den 3. oktober 1998 blev Josephine af Rosenborg gift med udviklingschef Thomas Christian Schmidt (født 22. april 1970) i Lyngby Kirke. Ved samme lejlighed mistede hun sin komtessetitel (skønt hun i medierne regelmæssigt stadig benævnes "komtesse"), men beholdt sin tidligere titel "af Rosenborg", nu som borgerligt efternavn i stedet for at antage sin mands efternavn ("Schmidt"). Parret boede i Virum med deres to børn:
- Julius Christian Emil af Rosenborg (født 2001)
- Clara Dorte Elisabeth af Rosenborg (født 2004)

Thomas Schmidt er borgerlig og har ingen adelstitel – og derfor har parrets børn ingen adelstitler, da sådanne titler kun kan videregives gennem mænd (såkaldt agnatisk primogenitur).
Indtil hun blev gift, havde Josephine af Rosenborg (som komtesse af Rosenborg) plads i rangklasse II, nr. 2 i den danske rangfølge. Efter sit ægteskab har hun ikke længere nogen plads i rangfølgen.
I 2014 blev parret skilt, og hun danner nu par med Kenneth Schmidt. Parret bor nu i Kgs. Lyngby og har sammen en søn:
- Oscar Christian af Rosenborg (født 6. august 2016)

## Uddannelse og arbejde
Josephine af Rosenborg er student fra Holte Gymnasium og er uddannet på Lyngby Uddannelsescenter. Hun arbejder som indkøbs- og servicechef hos Dansk Erhverv.

## Britisk arveret
Josephine af Rosenborgs far grev Christian af Rosenborg mistede sin arveret til den danske trone, og sin prinsetitel, da han giftede sig i 1971, hvorfor hun ikke selv er arveberettiget dertil.
Gennem sin farmor Arveprinsesse Caroline-Mathilde (1912-1995) nedstammer Josephine af Rosenborg fra kong Georg 2. af Storbritannien. Derfor har hun og hendes efterkommere en meget fjern arveret til den britiske trone.

## Anetavle
Hun deler anetavle med sine søskende, Camilla af Rosenborg og Feodora af Rosenborg:
| P                               | I                            | II                                      |
| ------------------------------- | ---------------------------- | --------------------------------------- |
| Proband: Josephine af Rosenborg | Far: Christian af Rosenborg  | Farfar: Arveprins Knud                  |
| Proband: Josephine af Rosenborg | Far: Christian af Rosenborg  | Farmor: Arveprinsesse Caroline-Mathilde |
| Proband: Josephine af Rosenborg | Mor: Anne Dorte af Rosenborg | Morfar: Villy Maltoft-Nielsen           |
| Proband: Josephine af Rosenborg | Mor: Anne Dorte af Rosenborg | Mormor: Bodil Maltoft-Nielsen           |